# Antonio Alzamendi
Antonio Alzamendi Casas (sinh 7 tháng 6 năm 1956 tại Durazno) là một cầu thủ bóng đá Uruguay, đã giải nghệ năm 1991.
Trận đấu ra mất chính thức của ông với câu lạc bộ Uruguay Wanderers de Durazno. Alzamendi chơi cho đội tuyển Uruguay tại các World Cup 1986 và 1990. Ông chơi một số trận cho câu lạc bộ River Plate của Argentina, giành được cả hai chiếc cúp Copa Libertadores de América và Cúp Liên lục địa năm 1986.
Tháng 7 năm 2001 Alzamendi được bổ nhiệm làm huấn luyện viên đội bóng thi đấu ở Giải bóng đá nhà nghề Mỹ là Canberra Cosmos. Tuy nhiên hợp đồng kết thúc trong thời gian ngắn, do câu lạc bộ gặp vấn đề về tài chính. Năm 2008 ông làm huấn luyện viên cho câu lạc bộ Sport Ancash của Peru.